# النيابة العامة (دبي)
النيابة العامة في دبي هي جهة حكومية تابعة لإمارة دبي تم تشكيلها كدائرة مستقلة لتحقيق العدالة القضائية فيما يخص الحق العام للإمارة. تختص برفع الدعاوي الجزائية و مباشرتها. هي جزء من الهيئة القضائية حيث تتولى سلطتي التحقيق و الاتهام و إحالة المتهم إلى المحاكم المختصة إذا ما ثبت تورطه في الجريمة ، كما تشرف النيابة العامة على مراحل سير القضية في المحاكم الجزائية. نشأت عام 1992   بناءً على قرار  الشيخ مكتوم بن راشد آل مكتوم 
وتقع النيابة العامة في دبي شارع الرياض، أم هرير 2

## أهداف النيابة العامة في دبي
تهدف النيابة العامة في دبي إلى تحقيق مايلي:
- حماية المصالح العامة والمصالح الحكومية.
- حماية الحقوق والحريات.
- تعزيز دور التكنولوجيا في تحسين وتسريع الإجراءات القضائية.
- الجمع بين التخصص القانوني والإدارة المتميزة.
- تعزيز الشعور بالأمان للأفراد واكتساب ثقتهم.
- تعزيز التكامل بين السلطة القضائية والتنفيذية والتشريعية بهدف تحقيق العدالة وصون الحريات وتسهيل الإجراءات القضائية وتسريعها.
- الاهتمام بقضايا نيابة الاسرة في دبي  وحمايتها والبقاء على اطّلاع بقضايا الأحداث واللقطاء والقصّر
- تعزيز الإبداع والتميز الوظيفي

## مسؤولياتها
من مسؤوليتها:
- تتولى النيابة العامة أمور الانابات القضائية بشان تسليم المجرمين و متابعتهم وفقاً للاتفاقيات الدولية بالتعاون مع الشرطةالجنائية الدولية حتى لا يتمكن المجرم من الفرار بجريمته من دولة إلى دولة أخرى و الذي يعتبر انتهاكا خطيراً لحق الدولة في العقاب.
- تختص النيابة المدنية بتمثيل حكومة دبي و دوائرها المحلية و مؤسساتها وهيئاتها العامة أمام القضاء المدني في جميع مراحل التقاضي سواء برفع الدعاوي المدنية على الغير أو الدفاع عن الدوائر المحلية و الهيئات و المؤسسات إذا رفعت دعاوى ضدها أمام المحاكم المدنية و قد أنشئت النيابة المدنية عام 1992 تحت مسمى نيابة الأموال الشخصية و بناء على القانون رقم 6 لسنة 2004 و الصادر بشأن مؤسسة الأوقاف و شؤون القصر كما تم فصل مهام متابعة النيابة المدنية لأموال القصر و المحجور عليهم و المفقودين و الغائبين لتتولى مباشرة الرقابة على أموال القصر و مباشرة النظارة القانونية على الأوقاف ورعايتها و استثمارها أمام المحاكم المختصة.

## مخازن النيابة العامة بدبي
مشروع يهدف إلى تأمين خدمة الأرشفة الحديثة للنيابة العامة بدبي و حفظ الملفات والأحراز بطريقة يسهل الوصول إليها و التعامل معها بحيث تنسجم مع رؤية نيابة دبي في سرعة إنجاز المعاملات المطلوبة منها .

## النيابة الذكية
أعلنت النيابة العامة في دبي عن إصدارها لـ "النيابة الذكية" وهي حزمة خدمات الكترونية تندرج تحت تطبيق واحد على الهواتف والأجهزة الذكية التي تجذب المختصين والمتعاملين والشركاء .

## خدمات نيابة دبي الالكترونية
تشمل خدمات نيابة دبي الإلكترونية الرئيسية:
- خدمة تسجيل القضايا
- خدمات التحقيق
- خدمات الكفالات
- خدمة المحاكمة الجزائية
- الخدمات القضائية العامة
- خدمات الدفع المالية
- خدمات الشكاوي والتظلمات
- خدمات الاستئناف والتميز
- خدمات الدعوى المدنية
- خدمات التنفيذ
- خدمات الخبراء

## الجوائز
- حصلت النيابة العامةعلى جائزة برنامج دبي للأداء الحكومي المتميز في أفضل تطور في الأداء بين الدوائر الحكومية لعام 2001[3]
- فازت النيابة العامة بدبي بجائزتين ذهبيتين وجائزة فضية وجائزتين برونزيتين وذلك من ضمن جوائز ستيفي الشرق الأوسط لعام 2020، بسبب ابتكاراتهما الذكية في الإدارة والموارد البشرية وحل القضايا في الوقت المناسب والحصول على أوامر بالقبض والتفتيش، ومتابعة الأطراف دون الحاجة إلى مصادرة وثائق سفرهم.[7]
  - حققت النيابة العامة في دبي الجائزة الذهبية في فئة " أفضل تحول رقمي" بمبادرة " المسار الرقمي للدعوى الجزائية" ضمن النسخة الثامنة من جوائز تجربة العملاء الخليجية، التي تنظمها Awards International" [8]
  - حصلت النيابة العامة في دبي على المركز الأول في جائزة الإمارات لإعادة التدوير في النسخة 27 تحت شعار «أرضنا مستقبلنا.. معاً نستعيد كوكبنا»،[9]
  - حصلت النيابة العامةعلى جائزتين ضمن جائزة الامارات للأفكار السنوية لعام 2024التابعة لمجموعة دبي للجودة .[10]

## روابط خارجية
الموقع الرسمي للنيابة العامة ( دبي)